# Mętno (jezioro)
Mętno – przepływowe jezioro polodowcowe, leżące na północ od wsi Mętno, w południowo-zachodniej części województwa zachodniopomorskiego. Wchodzi w skład Pojezierza Myśliborskiego. Jest jeziorem typowo przepływowym. Do jeziora na południu wpływa rzeka Kalica, wypływając w północnej części jeziora na północ.
Jezioro jest typowym jeziorem rynnowym o wydłużonym kształcie. Oś jeziora biegnie z północy na południe. Jezioro posiada słabo rozwiniętą linię brzegową. Brzeg jest trudno dostępny, płaski, częściowo podłużny. Jezioro otoczone jest przez las mieszany, od strony południowo-zachodniej przez wąski pas lasu olchowego. Szuwary są bardzo gęste. Na otwartych wodach występuje roślinność naczyniowa. Płytkie i stopniowo opadające dno powoduje duży rozwój roślin podwodnych, które zajmują ok. 30% powierzchni jeziora. Występują tu: rdestnica grzebieniasta, rogatek sztywny i moczarka kanadyjska.
Jezioro cenione jest przez wędkarzy. Jest to typowy zbiornik linowo-szczupakowy. W jeziorze występują 22 gatunki ryb m.in.: szczupak, lin, leszcz, płoć, kiełb, karp, amur, okoń, sandacz, węgorz i sum, miętus i piskorz. Poza tym występują oraz 2 gatunki raków, stawowy i amerykański.